# Diana Bellamy
Diana Alice Bellamy (* 19. September 1943 in Los Angeles, Kalifornien; † 17. Juni 2001 ebenda) war eine US-amerikanische Theater-, Fernseh- und Filmschauspielerin.

## Werdegang
Diana Bellamy war die Tochter des Opernsängers und Schauspielers Vic Bellamy. Sie absolvierte ihre Ausbildung an der Southern Methodist University in Dallas. Nachdem sie 1970 ihren Abschluss erworben hatte, kehrte sie in ihre alte Heimat Kalifornien zurück, wo sie ihre Arbeit als Theaterschauspielerin begann. Sie trat im Zeitraum von 1981 bis 1996 in einer Vielzahl von Theaterstücken und Musicals auf Bühnen in Städten wie Los Angeles, San Diego und Pasadena auf. 
Obwohl Bellamy im Laufe der Zeit zunehmend an ernsthaften gesundheitlichen Problemen litt (Blindheit und Diabetes), hielt dies sie nicht davon ab, ihrem Beruf als Schauspielerin weiterhin nachzugehen. So war sie neben ihrer Arbeit auf der Theaterbühne auch fortlaufend als Film- und Fernsehdarstellerin aktiv und trat seit den frühen 1980er Jahren in einer Vielzahl von Produktionen auf. Sie hatte Engagements in bekannten Serien wie Mord ist ihr Hobby, Eine schrecklich nette Familie, Baywatch – Die Rettungsschwimmer von Malibu, Überflieger und Seinfeld sowie in Filmen wie Nichts als Ärger mit dem Typ (1987), Malice – Eine Intrige (1993), Outbreak – Lautlose Killer (1995) und Air Force One (1997). 
Bellamy, die ihr Leben lang ein aktives Mitglied der methodistischen Kirche gewesen war, starb im Juni 2001 in ihrem Haus im Valley Village an den Folgen einer Krebserkrankung. Ihre sterblichen Überreste wurden nach der Trauerfeier eingeäschert und in den Pazifik verstreut.

## Filmografie
Filme (Auswahl)
- 1983: Die Chaotenclique (D.C. Cab)
- 1985: Police Academy 2 – Jetzt geht’s erst richtig los (Police Academy 2: Their First Assignment)
- 1986: Crossroads – Pakt mit dem Teufel (Crossroads)
- 1987: Nichts als Ärger mit dem Typ (Outrageous Fortune)
- 1987: Blind Date – Verabredung mit einer Unbekannten (Blind Date)
- 1987: Born in East L. A.
- 1991: Critters 3 – Die Kuschelkiller kommen (Critters 3)
- 1993: Malice – Eine Intrige (Malice)
- 1995: Outbreak – Lautlose Killer (Outbreak)
- 1996: Das Attentat (Ghosts of Mississippi)
- 1997: Air Force One

Fernsehserien (Auswahl):
- 1985–1992: Mord ist ihr Hobby (Murder, She Wrote, 2 Folgen)
- 1987–1996: Eine schrecklich nette Familie (Married... with Children, 4 Folgen)
- 1989–1990: 13 East (16 Folgen)
- 1994: Hunter (1 Folge)
- 1992: On the Air – Voll auf Sendung (On the Air, 1 Folge)
- 1993: Hör mal, wer da hämmert (Home Improvement, 1 Folge)
- 1993: Baywatch – Die Rettungsschwimmer von Malibu (Baywatch, 1 Folge)
- 1994–1995: Superhuman Samurai Syber-Squad (53 Folgen)
- 1996: Überflieger (Wings, 1 Folge)
- 1996: Seinfeld (1 Folge)
- 1999–2001: Popular (11 Folgen)